# والف (تیوب)
والو یا وَلو به قسمتی از تیوب یا تایر گفته می‌شود که اجازهٔ ورود یکطرفهٔ هوا به تیوب یا تایر را می‌دهد و سپس توسط فشار داخل تیوب یا فنر به‌طور خودکار بسته می‌شود. والو در تایرهای بادی (به انگلیسی: Pneumatic Tyres))  در چرخ انواع خودرو و وسایل نقلیه اعم از سواری، باری، هواپیما، موتور، دوچرخه، فرغون و ...  استفاده می‌شود.
والو از نظر کاربرد به دو نوع زیر دسته بندی می شود:
الف)والو تیوبلس (Snap-In Valve)
این والو قطعه ای مستقل است که برای تایرهای بادی بدون تیوب (تایرهای تیوبلس)استفاده می شود. در قسمت انتهای ساقه والو بخش لاستیکی وجود دارد که در محل سوراخِ تعبیه شده در رینگ (ریم Rim) تایر قرار گرفته و آب بندی می شود. 
ب)والو تیوب تایپ (Rubber Base Valve)
این نوع والو روی تیوبِ تایرهای بادی که از تیوب استفاده می کنند در زمان تولیدِ تیوب و قبل از عملیات پخت (ولکانیزاسیون)نصب می شود و جزئی از ساختارِ یکپارچه تیوب محسوب می شود. 

والو در انواع زیر دیده می‌شود.

## شرایدر

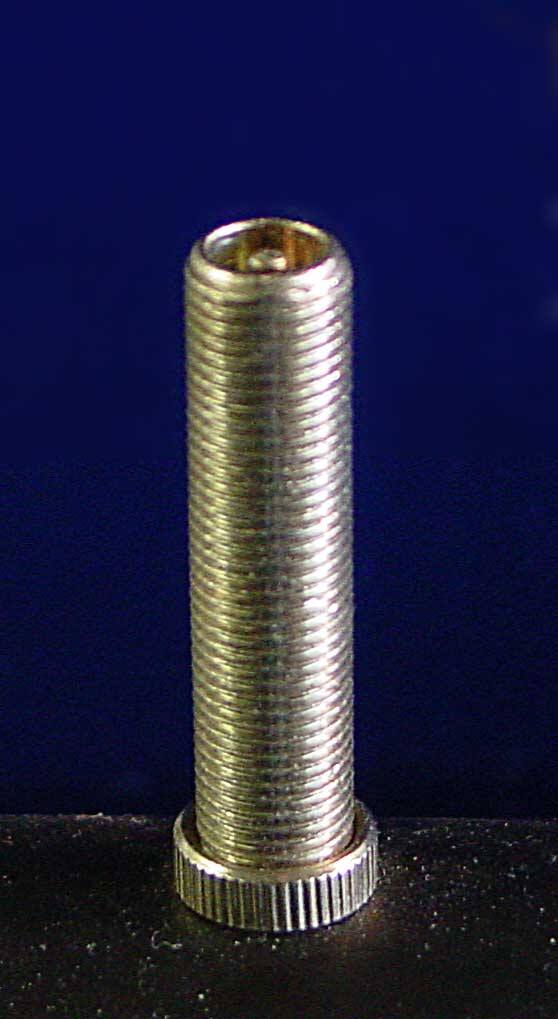
والو شرایدر

والو شرایدر (یا والو امریکایی) از یک سوپاپ و فنر تشکیل شده است. این نوع والو هم در خودرو و هم در دوچرخه استفاده می‌شود.

## پرستا

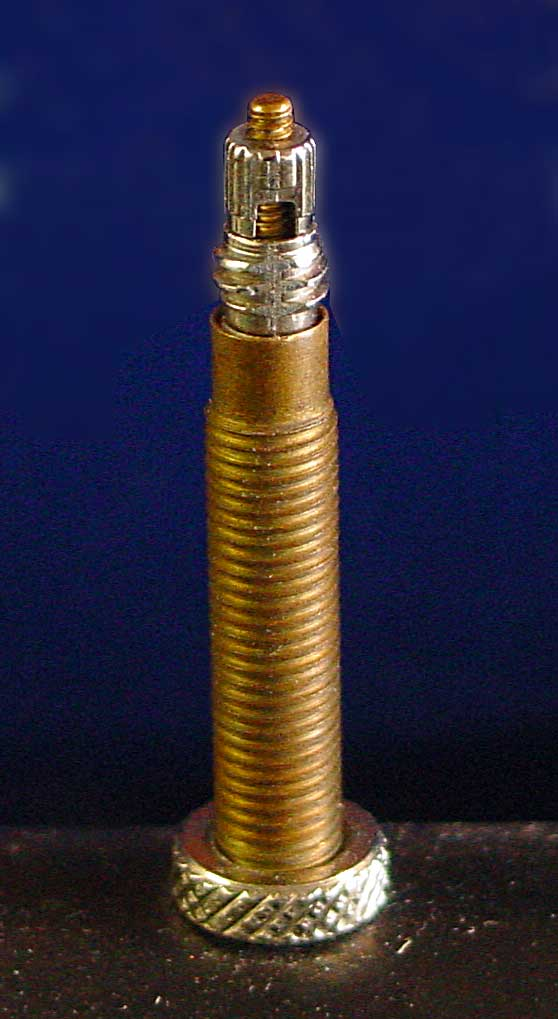
والو پرستا

والو پرستا (یا والو فرانسوی) معمولاً در دوچرخه استفاده می‌شود. این والو (و همچنین سوراخ تعبیه شده برای آن روی طوقه) باریکتر از والو شرایدر است.

## دانلوپ

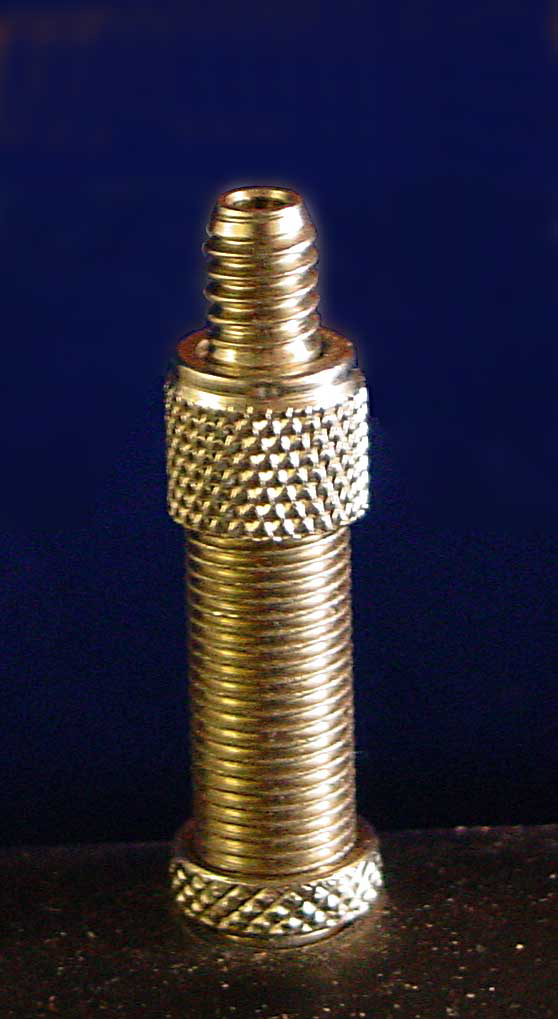
والو دانلوپ

والو دانلوپ (یا والو انگلیسی) در دوچرخه‌ها استفاده می‌شود. اگرچه این والو ضخیمتر از والو پرستا است، ولی با همان نوع تلمبه قابل باد شدن است.